# Arme non létale
 (août 2019).

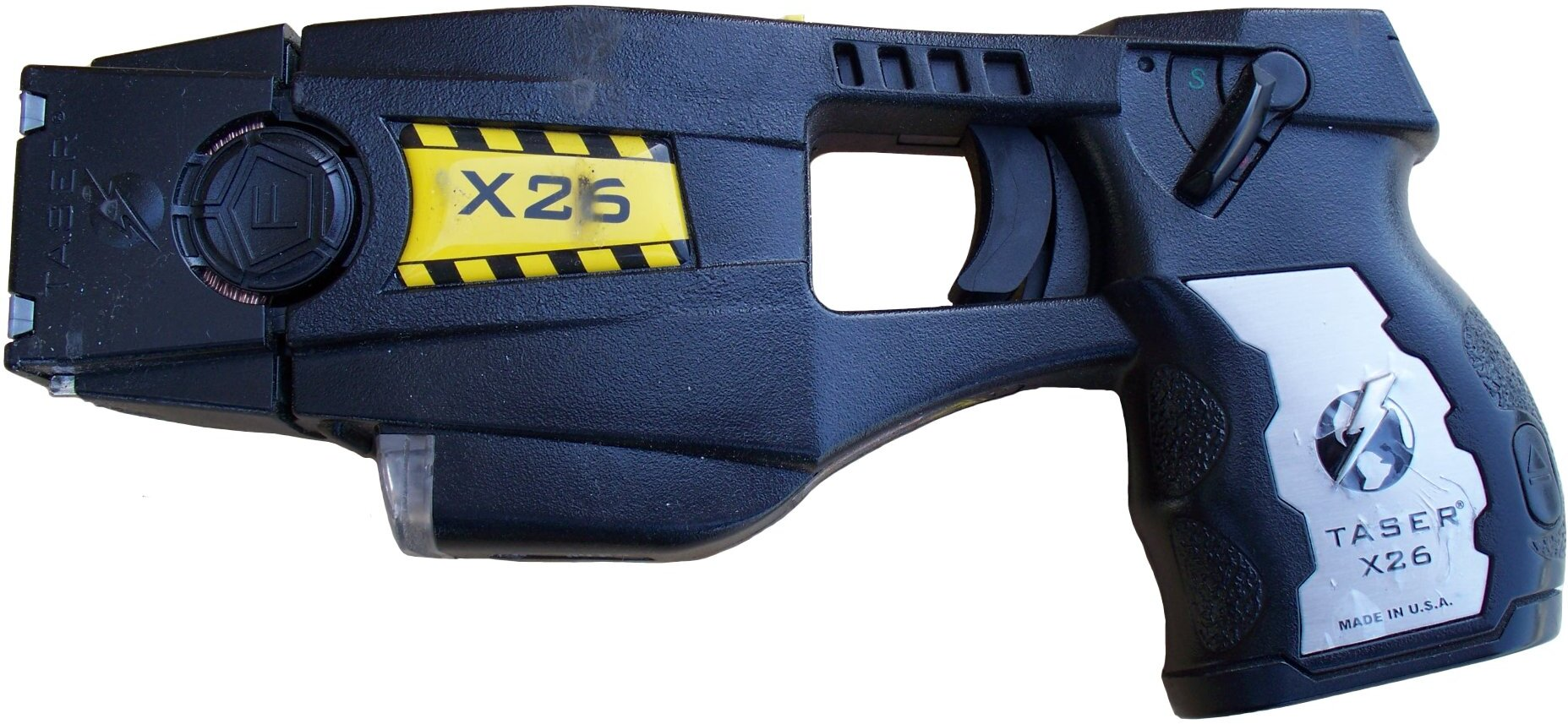
Un Taser (ou Pistolet à impulsion électronique). théoriquement

Une arme non létale, également appelée sublétale ou incapacitante, est une arme conçue pour que la cible ne soit théoriquement pas tuée ou blessée lourdement. Ce type d'arme est principalement utilisé pour le maintien de l'ordre, dans la dispersion d'émeutes et l'autodéfense.
On regroupe sous ce nom des armes conçues comme sans effet à long terme dans le cadre des recommandations d'usage normal. Toutefois, s'agissant d'armes, elles peuvent être la source d'accidents, (la cible peut être blessée – voire se tuer – en tombant, elle peut faire une crise cardiaque ou une allergie, etc.) ou être rendues létales par une utilisation inappropriée (intensité et durée d'exposition trop longue, distance ou direction du tir non conforme) et restent donc des outils dangereux.
Leur relative innocuité fait pourtant débat. En offrant la possibilité de neutraliser un individu plus facilement et moins dangereusement qu'en employant les méthodes conventionnelles, les armes non létales sont accusées de favoriser un recours plus fréquent à la force, radicalisant la confrontation entre les protagonistes au détriment de la négociation ou du dialogue. Les armes non létales sont également pointées pour leur emploi détourné comme instrument de torture. 
Si les armes non létales n'ont pas pour objectif de tuer, elles peuvent jouer un rôle dans le décès de la personne ciblée, de façon directe ou indirecte.

## Armes à munitions

### Lanceur de balle en caoutchouc
La désignation correcte des armes reposant sur l'effet cinétique est « arme à létalité atténuée ». Et ce qu'il s'agisse de Flash-Ball, de munitions développées pour des armes normales ou des grenades de désencerclement.

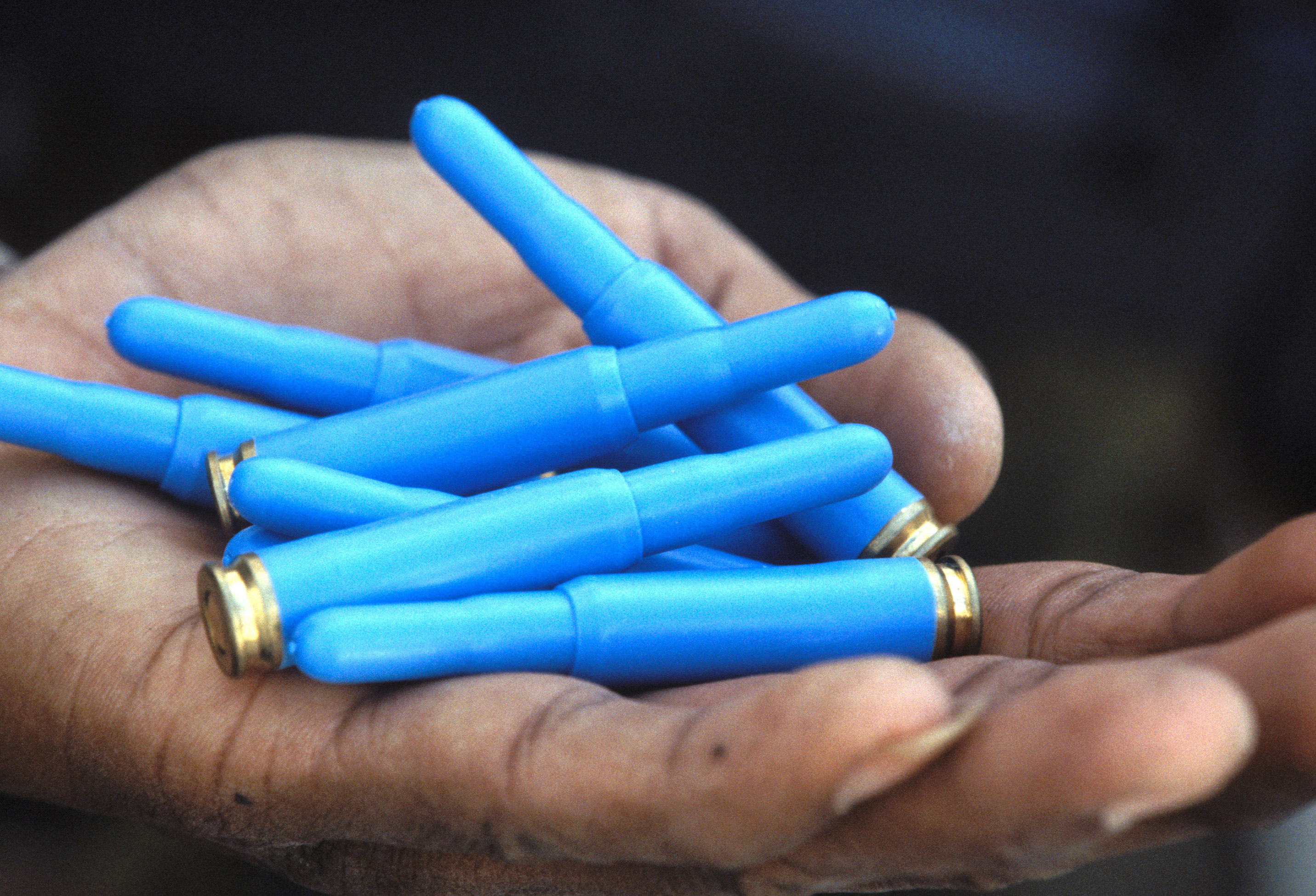
Balles en caoutchouc des soldats de l'armée népalaise assignée à la protection des membres de l'ONU en Somalie en 1996.

De petits pistolets ou révolvers de défense, tirent des munitions de caoutchouc de petit calibre. On trouve également des balles en caoutchouc pour les fusils en calibre 12 pour le maintien de l'ordre. L'armée israélienne utilise des balles en caoutchouc depuis ses fusils d'assaut. Dans ce cas, les projectiles sont dotés d'une énergie importante et peuvent blesser gravement et parfois tuer, notamment à courte portée.
L'armée israélienne à Gaza et l'armée britannique en Ulster ont été les premières à utiliser des munitions en caoutchouc mais dans des armes très puissantes ou avec des projectiles de faible diamètre rendant ces armes létales à courte distance.
La police nationale française utilise des armes non létales appelés lanceur de balles de défense (LBD), classés en catégorie A. Le Flash-Ball envoie deux balles en caoutchouc souple de 44 millimètres de diamètre qui s'écrasent à l'impact, sur une surface d'une soixantaine de millimètres. Leur interdiction  dans le cadre du  maintien de l'ordre a été recommandée par le défenseur des droits, « en raison de l’extrême gravité des blessures que cette arme est susceptible d’occasionner à des personnes se trouvant sur les lieux ou à proximité de lieux où se déroulent des manifestations ».

### Lanceur de seringue
Le pistolet à seringue possède un usage médical ou vétérinaire.

### Lanceur de dards à impulsion électrique
Le pistolet à impulsion électronique, souvent appelé Taser, neutralise l'adversaire en lui administrant une décharge électrique de très forte tension (50 000 V) mais de faible intensité (6 mA). Se présente sous la forme d'armes de contact (boîtier ou matraque) et d'armes à distance (projection d'hameçons et de fils à très courte portée). Ces armes peuvent aussi être utilisées à bord des avions de ligne, où l'utilisation d'armes à feu courantes entraînerait des risques considérables pour l'appareil.

## Éléments

### Eau

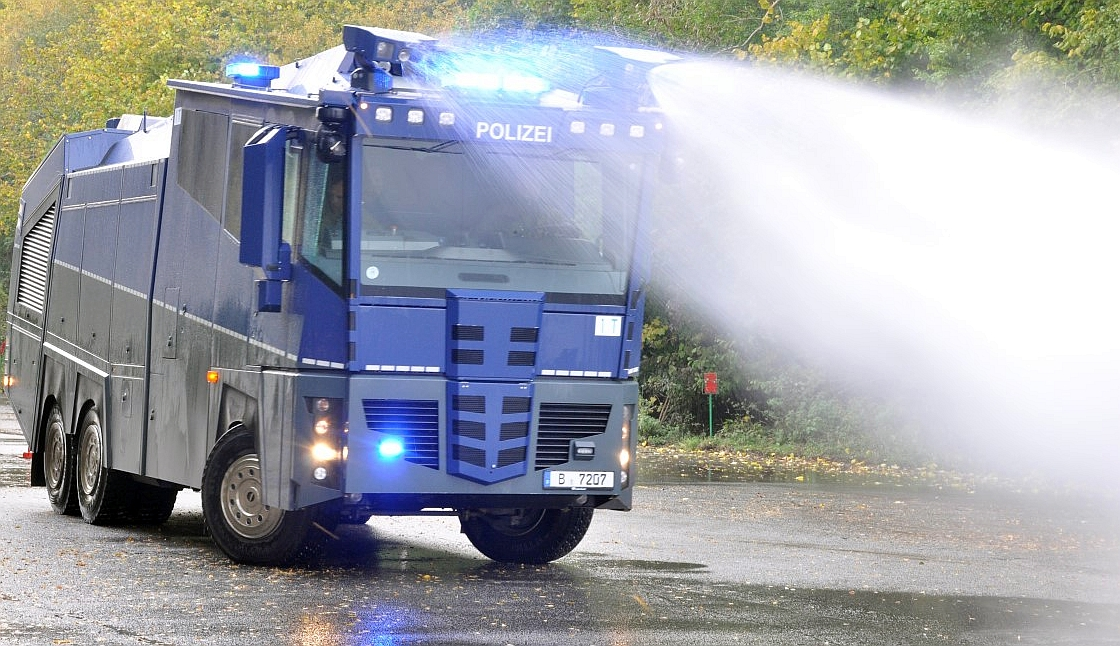
Canon à eau de la police de Berlin (2011)

En quantité et sous pression, elle repousse et gêne les déplacements. Elle est donc utilisée contre les foules. L'ajout de colorant peut également être utilisé, afin de rendre plus facile l'arrestation ultérieure des émeutiers.

### Gaz
Les gaz paralysants ou les gaz lacrymogènes, généralement présentés en bombe pour un usage au contact, ou en grenade pour un usage contre des foules, et utilisés notamment par les forces de l'ordre. Ils se présentent sous la forme de gaz ou de gel irritant qui aveuglent la victime et occasionnent des sensations de brûlure au niveau des yeux et des voies respiratoires. Si la détonation des grenades lacrymogènes est relativement faible, elle peut toutefois blesser grièvement une personne qui la tiendrait à la main au moment de l'explosion (dégâts pouvant aller jusqu'à une amputation). Les risques de crises d'allergie par les personnes asthmatiques sont aussi particulièrement importants.

### Ondes électromagnétiques
Certaines fréquences peuvent être absorbées par les tissus vivants, avec des effets mal connus mais potentiellement incapacitants. Des recherches sont toujours en cours, notamment pour le contrôle des foules. 
Les projectiles à énergie pulsée utilisent l'émission d'impulsions électromagnétiques générées par un laser qui, au contact de la cible, évaporent la surface et créent une petite quantité de plasma explosif ; il en résulte une onde de choc sonore qui assomme la cible tandis que l'impulsion électromagnétique affecte les cellules nerveuses et cause une sensation de douleur intense.
L'armée américaine a développé l'Active Denial System, système d'arme non létale à énergie dirigée (micro-ondes) qui envoie des ondes à une fréquence de 95 GHz, ce qui permet de produire une sensation de brûlure chez la cible. Ce système est en service entre autres sur des paquebots pour éviter des actes de piraterie.

### Son

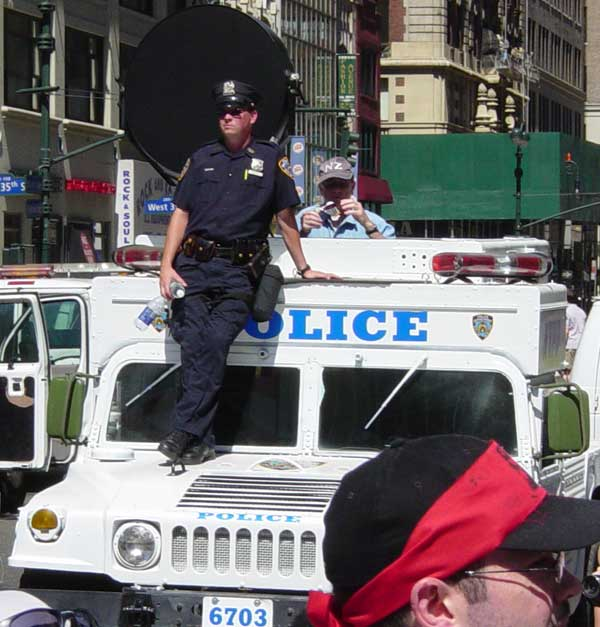
Canon à son sur un véhicule du New York City Police Department.

De nombreuses armes non létales utilisent aujourd'hui le son. C'est ainsi le cas, depuis les années 1960, des grenades incapacitantes, type de grenade à main, parmi lesquelles on retrouve la M84 Stun Grenade de l'armée américaine. Plus récemment, de nombreux  dispositifs de harcèlement acoustique ont été développés, et parmi eux le canon à son et le  boitier Mosquito. 

#### Mosquito
Le Mosquito n'a pas la forme d'une arme de poing avec des munitions mais est une alarme, un émetteur de sons à très haute fréquence (ultra-aigus), similaires au bourdonnement d'un moustique destiné à disperser les groupes d’adolescents qui auraient un comportement jugé « antisocial » par leurs utilisateurs. L'appareil destiné aux adolescents affecterait, contrairement à ce que dit le fabricant, et malgré son but d'utilisation, tout être humain de moins de 25 ans : du nouveau-né aux jeunes adultes en passant par les adolescents. Il est sujet à polémique dans de nombreux pays.

### Odeur
Un liquide chimique nauséabond peut être utilisé pour le contrôle des foules, comme la skunk employée par les forces de sécurité israéliennes.

### Lumière
Certains dispositifs permettent d'éblouir. De plus l'éblouissement étant assez intense le dit sujet ne peut en aucun cas se diriger de façon précise.

## Armes non létales par pays

### En France
En France, les armes non létales sont apparues la première fois dans les forces de l'ordre pour remplacer le « bâton du sergent de ville » à la suite des émeutes dans les « quartiers sensibles »[Quand ?].
L'appellation officielle est « arme de force intermédiaire » (AFI). Les armes de force intermédiaire comprennent le pistolet à impulsions électriques (PIE), le lanceur de balles de défense (LBD) et la grenade à main de désencerclement (GMD/DBD/DMP). Ces dispositifs sont classés « catégorie B »
– tir sportif / arme à feu –  pour le PIE
et le LBD-44 (Flash-Ball).
Le classement est en catégorie A2 », soit « les armes relevant des matériels de guerre, les matériels destinés à porter ou à utiliser au combat les armes à feu, les matériels de protection contre les gaz de combat » – armes de guerre – pour le LBD-40 (B&T LL06)
et la GMD.